# Alonso de la Cueva y Benavides
Alonso II. kardinál de la Cueva y Benavides, první markýz de Bedmar, zvaný též kardinál de la Cueva (červenec 1574, královský palác v Alhambře – 11. července 1655, Málaga), byl španělský šlechtic, diplomat, duchovní, biskup málažský a kardinál.